# Михайлова, Мария Михайловна
Мари́я Миха́йловна Миха́йлова (25 января 1920, Осиново, Царевококшайский уезд, Казанская губерния, РСФСР ― 4 октября 2001, Йошкар-Ола, Марий Эл, Россия) ― марийская советская актриса театра. Одна из ведущих актрис Марийского театра драмы имени М. Шкетана (1941—1986). Заслуженная артистка РСФСР (1976), народная артистка Марийской АССР (1969). Лауреат Государственной премии Марийской АССР (1977).

## Биография
Родилась 25 января 1920 года в дер. Осиново ныне Моркинского района Марий Эл в крестьянской семье. В 8 лет осиротела.
В 1936 году окончила школу женского труда в Йошкар-Оле, в 1941 году — театральное отделение Музыкально-театрального училища имени И. С. Палантая. По его окончании была принята в труппу Марийского государственного театра имени М. Шкетана, где проработала вплоть до выхода на заслуженный отдых в 1986 году.  
Скончалась 4 октября 2001 года в Йошкар-Оле. 

## Актёрская деятельность
Была принята на работу в Марийский государственный театр имени М. Шкетана в 1941 году. В годы Великой Отечественной войны участвовала в массовках и концертных программах, исполняла эпизодические роли. В числе первых ролей, сыгранных актрисой, значатся такие роли: Тамара («У саска» / «Новые плоды», 1941), Тайра («Шинелян ӱдыр» / «Девушка в шинели», 1942), Оляна («Шочмо кече» / «День рождения», 1947) в пьесах С. Николаева, Весна-красна (А. Островский «Лумӱдыр» / «Снегурочка», 1946), Нина Иванцова (А. Фадеев «Рвезе гвардий» / «Молодая гвардия», 1947), Раиса (А. Волков «Шочмо ялыште» / «В родном селе», 1949) и др. С самого начала в работе актрисы наметилось тяготение к характерности.
Поворотной в её творческой судьбе стала роль Анисьи в драме Л. Толстого «Пычкемыш лоҥгаште» («Власть тьмы», 1950), поставленной режиссёром Е. Амантовым, где раскрылся драматический темперамент актрисы.
Создала галерею неповторимых женских образов: Анна Андреевна (Н. Гоголь «Ревизор», 1952), Огудалова (А. Островский «Кузыкдымо ӱдыр» / «Бесприданница», 1968), леди Мильфорд (Ф. Шиллер «Йӧратымаш да осал чоялык» / «Коварство и любовь», 1955), Василиса (А. Волков «Илыш йолташ» / «Подруга жизни», 1961), Янаш кува (трилогия М. Рыбакова об Онтоне, 1969—1972), Полина (А. Макаенок «Ме титаклена» / «Трибунал», 1974) и т. д.
В 1968 году со спектаклем «Егор Булычов и другие» режиссёра С. Иванова Марийский театр имени М. Шкетана участвовал во Всесоюзном фестивале драматических и детских театров к 100-летию со дня рождения М. Горького. Исполнение роли игуменьи Меланьи жюри фестиваля отметило Дипломом I степени. Жюри Всесоюзного театрального фестиваля (1970) отметило игру актрисы в роли Марии Львовны в драме Л. Рахманова «Вургыжшо шӱм» («Беспокойная старость»). Актриса была удостоена Диплома I степени Всесоюзного театрального фестиваля (1973) за исполнение роли Матери в драме К. Чапека «Ава» («Мать», 1973).
Этапной работой в её творческой биографии стала роль мамаши Кураж в спектакле С. Кирилловой «Вуянче ава ден шочшыжо-влак» (Б. Брехт «Мамаша Кураж и её дети», 1975). Этот спектакль Марийский театр имени М. Шкетана показал на Всесоюзном фестивале  драматургии ГДР, он был отмечен Дипломом лауреата, а исполнительница главной роли была награждена почётными грамотами Министерства культуры СССР и Всесоюзного театрального общества.
Заметной вехой в творческой биографии актрисы является роль Марии-Хозефы в драме Ф.-Г.Лорки «Пачемыш пыжаш» («Дом Бернарды Альбы», 1977). В начале 1980-х актриса создала такие запоминающиеся образы, как Мать (М. Хусаинов «Еҥ суртышто» / «Белое платье моей матери», 1982), Ониса (А. Волков «Пиалан шӱдыр» / «Счастливая звезда», 1983), Тимай кува (М. Рыбаков «Оза вате» / «Хозяйка», 1985), тётушка Сарбика (В. Абукаев-Эмгак «Ушкал йомын огыл» / «Корова не потерялась», 1985) и др.
Актриса обладала особой природной пластичностью, дополненной профессиональным мастерством. В исполняемых ею по ходу спектакля танцах раскрывала внутреннее эмоциональное состояние персонажа. Успешно играла как острохарактерные, комедийные роли, так и драматические.
В 1952 году ей присвоено почётное звание «Заслуженная артистка Марийской АССР», в 1969 году ― звание «Народная артистка Марийской АССР». В 1976 году она стала заслуженной артисткой РСФСР. Награждена медалями, в том числе медалью «За доблестный труд в Великой Отечественной войне 1941–1945 гг.» а также несколькими почётными грамотами Президиума Верховного Совета Марийской АССР.

## Основные роли
Список основных ролей М. М. Михайловой:
- Тамара (С. Николаев «У саска» / «Новые плоды», 1941)
- Тайра (С. Николаев «Шинелян ӱдыр» / «Девушка в шинели», 1942)
- Оляна (С. Николаев «Шочмо кече» / «День рождения», 1947)
- Весна-красна (А. Островский «Лумӱдыр» / «Снегурочка», 1946)
- Нина Иванцова (А. Фадеев «Рвезе гвардий» / «Молодая гвардия», 1947)
- Раиса (А. Волков «Шочмо ялыште» / «В родном селе», 1949)
- Анисья (Л. Толстой «Пычкемыш лоҥгаште» / «Власть тьмы», 1950)
- Анна Андреевна (Н. Гоголь «Ревизор», 1952),
- Огудалова (А. Островский «Кузыкдымо ӱдыр» / «Бесприданница», 1968)
- Леди Мильфорд (Ф. Шиллер «Йӧратымаш да осал чоялык» / «Коварство и любовь», 1955)
- Василиса (А. Волков «Илыш йолташ» / «Подруга жизни», 1961)
- Янаш кува (трилогия М. Рыбакова об Онтоне, 1969—1972)
- Полина (А. Макаёнок «Ме титаклена» / «Трибунал», 1974)
- Почтальонка Овока (М. Рыбаков «Керемет корем воктене» / «У чёртова оврага», 1962)
- Мария Львовна (Л. Рахманов «Вургыжшо шӱм» / «Беспокойная старость», 1970)
- Мать (К. Чапек «Ава» / «Мать», 1973)
- Мамаша Кураж (Б. Брехт «Вуянче ава ден шочшыжо-влак» / «Мамаша Кураж и её дети», 1975)
- Мария-Хозефа (Ф.-Г. Лорка «Пачемыш пыжаш» / «Дом Бернарды Альбы», 1977)
- Мать (М. Хусаинов «Еҥ суртышто» / «Белое платье моей матери», 1982)
- Ониса (А. Волков «Пиалан шӱдыр» / «Счастливая звезда», 1983)
- Тимай кува (М. Рыбаков «Оза вате» / «Хозяйка», 1985)
- Тётушка Сарбика (В. Абукаев-Эмгак «Ушкал йомын огыл» / «Корова не потерялась», 1985)

## Признание
- Заслуженная артистка РСФСР (1976)[2][3]
- Народная артистка Марийской АССР (1969)[2][3]
- Заслуженная артистка Марийской АССР (1952)[2][3]
- Государственная премия Марийской АССР в области исполнительского искусства (1977)[2][3]
- Медаль «За доблестный труд в Великой Отечественной войне 1941—1945 гг.» (1946)[2][3]
- Медаль «За доблестный труд. В ознаменование 100-летия со дня рождения Владимира Ильича Ленина»[2][3]
- Почётные грамоты Президиума Верховного Совета Марийской АССР[2][3]